# Rifaximina
A Rifaximina, vendida sob o nome comercial Xifaxan entre outros, é um antibiótico usado para tratar encefalopatia hepática, síndrome do cólon irritável e diarreia do viajante. Especificamente, pode ser usado para diminuir o número de episódios de encefalopatia hepática. Não é eficaz para vários tipos de diarreia, incluindo a de Salmonella. É administrado por via oral.
Os efeitos colaterais comuns incluem náusea, dor de cabeça e desconforto abdominal. Outros efeitos colaterais podem incluir dores nas articulações, mudança de humor, inchaço, erupção cutânea e Colite pseudomembranosa. O uso não é recomendado durante a gestação, mas acredita-se seja seguro para o bebê durante a amamentação. Faz parte da família de medicamentos da Rifamicina.
A Rifaximina foi aprovada para uso médico nos Estados Unidos em 2004. Neste país, a dose para encefalopatia hepática custava $1.864 por mês em janeiro de 2017. No Reino Unido, 56 comprimidos da dose de 550 mg custavam ao NHS cerca de 260 libras em 2020. Até 2020, nenhuma versão genérica estava disponível nos Estados Unidos.